# Billom
Billom è un comune francese di 4 739 abitanti situato nel dipartimento del Puy-de-Dôme nella regione dell'Alvernia-Rodano-Alpi.
Nel Cinquecento fu sede di un importante collegio gesuita.
Nel 1806 vi fu fondata la congregazione delle dame della Misericordia.
Possiede tre pregevoli chiese: la collegiata di San Sereno, la chiesa di Saint-Cerneuf, la cui struttura originale è romanica, e quella di Saint-Loup, edificata nel Quattrocento.

## Società

### Evoluzione demografica
Abitanti censiti